# توماس أنتوني دوولي الثالث
توماس أنتوني دوولي الثالث (بالإنجليزية: Thomas Anthony Dooley III) كان طبيبًا أمريكيًا عمل في جنوب شرق آسيا بداية انخراط الولايات المتحدة الأمريكية في حرب فيتنام. اشتهر بأنشطته الإنسانية والسياسية المعادية للشيوعية في أثناء خدمته كطبيب في البحرية الأمريكية، وبعد ذلك حتى وفاته المبكرة نتيجة إصابته بالسرطان. علم الجمهور بعد وفاته بأن وكالة الاستخبارات المركزية قد جندته كعميل استخبارات، وأنه لفّق فظائع عدة ارتكبها اتحاد استقلال فيتنام (فيت مين) في الكتاب الذي ألّفه بعنوان: نجّنا من الشر.
وُصف دولي بأنه «عميل رئيس في حملة التضليل الأولى لحرب فيتنام»، وحصل على الدعم لمشاركة الحكومة الأمريكية المتزايدة في الحرب هناك. وقال أحد النقاد إن دولي هو مثال على «قدسية المشاهير» و«أن التداخل بين عالم الاستعراض والتصوف شغل المساحة التي ربما كان توم دولي يشعر فيها بالراحة»؛ ومع ذلك، فقد «ساعد دولي في إبعاد الكاثوليكية الأمريكية عن معاداتها المتعصبة والغاضبة تجاه الشيوعية» وعاش حياة لا «تسمح بإصدار أحكام وديعة ومتسامحة معه».
ألّف دولي ثلاثة كتب شهيرة تصف أنشطته في فيتنام ولاوس: نجّنا من الشر، حافّة الغد، والليلة التي أحرقوا فيها الجبل.

## النشأة
وُلِد دولي في 17 يناير في عام 1927 في سانت لويس في ولاية ميسوري، ونشأ ضمن أسرة أيرلندية أمريكية كاثوليكية بارزة. التحق بمدرسة سانت روش الكاثوليكية الابتدائية ومدرسة سانت لويس الثانوية؛ وفي كليهما كان زميل دراسة لمايكل هارينجتون. ثم التحق بجامعة نوتردام وأكمل خمسة فصول دراسية فقط. التحق بوظيفة مسعف في مستشفى في البحرية الأمريكية في عام 1944، وخدم في مستشفى بحري في مدينة نيويورك. عاد إلى نوتردام في عام 1946 وغادر دون الحصول على شهادة. منحته جامعة نوتردام شهادة فخرية لاحقًا في 5 يونيو من عام 1960. التحق بكلية الطب في جامعة سانت لويس. وانضمّ إلى البحرية بعد تخرجه في عام 1953، بعد إعادة سنته الأخيرة في كلية الطب. أنهى فترة تدريبه في قاعدة مشاة البحرية في معسكر بندلتون، كاليفورنيا، ثم في يوكوسوكا، اليابان. عُيّن في السفينة الحربية يو إس إس مونتاجو التي كانت متوجهة إلى فيتنام في عام 1954.

## إنسانيّ ومؤلف وعامل في الاستخبارات
قسّمت اتفاقيات مؤتمر جنيف، فيتنام عند خط العرض 17 درجة شمالًا إلى منطقتين سياسيتين وذلك في مايو من عام 1954. عاش قسم من السكان شمال خط العرض 17 تحت حكومة فيت مين، وعاش القسم الآخر جنوب خط العرض 17 تحت حكومة نغو دينه ديم. ظلّت هانوي وها فونغ منطقتين حرتين حتى مايو من عام 1955. انتقل دولي إلى فرقة العمل 90 في أغسطس من عام 1954، وهي وحدة شاركت في إجلاء أكثر من 600,000 فيتنامي شمالي فيما عرف باسم عملية المرور إلى الحرية. عمل هناك كمترجم فرنسي وضابط طبي لوحدة الطب الوقائي في ها فونغ. أشرف في النهاية على بناء مخيمات اللاجئين وصيانتها حتى مايو من عام 1955، عندما استولى فيت مين على المدينة. عاد دولي إلى يوكوسوكا في اليابان في يونيو من عام 1955.

### تجنيده في وكالة الاستخبارات المركزية وكتابنجّنا من الشر
عُيّن دولي في فرقة عمل الاستخبارات الطبية التي ترعاها مجموعة المساعدة الاستشارية العسكرية بزعامة الملازم جون دبليو أو دانيال الذي كان حليفًا فاعلًا لنغو دينه ديم. تضمنت واجباته الرسمية جمع العينات من أجل التحقيقات الوبائية، «لكن دوره الأساس كان بمثابة حلقة وصل بين حملة اللاجئين... عملية المرور إلى الحرية والمراسلين والسياسيين الأمريكيين المهتمين بجنوب شرق آسيا». مُنح الطبيب دولي أرفع وسام رئاسي من نغو دينه ديم تقديرًا لعمله «كمتحدثٍ رسمي». خلال هذه الفترة، كتب دولي رسائل عدة إلى والدته، شاركت عديد منها مع مراسلين صحافيين؛ ثم نُشرت هذه الرسائل في الصحافة المحلية، بما في ذلك صحيفة سانت لويس غلوب ديموكرات. بالغت معظم الرسائل في تقدير مساهمته الشخصية في عمل اللاجئين. وعلى الرغم من الترويج لنفسه، إلا أنه «كان لا يكل من رعاية مرضاه». وفيما يتعلق بجانب «تضخيم الذات» في شخصيته، صرّح أنه لكي تكون إنسانيًا في العالم الحديث «عليك أن تدير مهنتك كعملٍ تجاري. يجب أن تستحوذ على شارع ماديسون، والعلاقات الصحفية، والتلفزيون، والراديو... وبالطبع ستُدان لأنك تسعى إلى الشهرة»؛ جادل دولي بأن القدرة على رعاية 100 شخص يوميًا، بين عامي 1954 و1958، مع قيام منظمة ميديكو لاحقًا بعلاج 2000 شخص يوميًا، يبرر هذا النهج المتبع في العمل الإنساني.
سرعان ما جند رئيس مكتب وكالة المخابرات المركزية في سايغون، المقدم إدوارد ج لانسدال، دولي كعميل. واختير كرمز للتعاون الفيتنامي الأمريكي، وشُجّع على الكتابة عن تجاربه في مخيمات اللاجئين. قامت وكالة الاستخبارات المركزية والوكالة الأمريكية للتنمية الدولية وعديد من الوكالات الأخرى «بإدارة حملات لجمع التبرعات للاجئين» ووصف ذلك كله لاحقًا في كتبه. ستشير أوراق البنتاغون فيما بعد إلى أن دولي «ساعد على نحوٍ كبير» في جمع المعلومات الاستخباراتية.
ساعد ويليام ليدرير، مؤلف رواية «الأمريكي القبيح»، في بدء هذه المرحلة من حياة دولي المهنية. إذ أعجب ليدرير الذي كان يعمل في ذلك الوقت كضابط صحافة في البحرية، وكان مرتبطًا بالأدميرالية، ببلاغة تقارير دولي عن الوضع، فاقترح عليه أن يكتب كتابًا. قضى الاثنان أسبوعين عاشا فيهما معًا لتنقيح المخطوطة وتحريرها. وكان ليدرير أيضًا في «مهمة خاصة» لوكالة الاستخبارات المركزية خلال هذه الفترة.
أصبح كتاب دولي «نجّنا من الشر» من أكثر الكتب مبيعًا في عام 1956، ما جعله رمزًا للأنشطة الإنسانية ومعاداة الشيوعية الأمريكية في الخارج. يبدو أن رواياته التي تصف الفظائع الشيوعية المرتكبة ضد اللاجئين الكاثوليك على نحوٍ حي، كانت إما ملفقة أو مبالغ فيها. وقد زُعم أن دولي نقل توصيفًا للأحداث التي اختلقها لانسدال وفريقه. وفي عام 1956، قدم المسؤولون الأمريكيون الذين كانوا متمركزين في منطقة هانوي-ها فونغ في أثناء فترة خدمته، تقريرًا مطولًا إلى وكالة المعلومات الأمريكية يفيد بأن كتاب «نجّنا من الشر» «ليس الحقيقة» وأن روايات الفظائع التي ارتكبها فيت مين «غير واقعية ومبالغ فيها». ومع ذلك، ظلت هذه التقارير سرية مدة ثلاثين عامًا تقريبًا. يعترف جيمس فيشر بأن تقرير وكالة المعلومات الأمريكية كان «قانونيًّا»، لكنه يزعم أيضًا أنه «لا بد من النظر إليه ببعض الشك» إذ كانوا يُعدُّون «لتشويه سمعة دولي» بوصفه «ضمان يحمي من اندلاع ثانٍ لمعاداة الأممية».
تضمّن كتاب دولي حكايات مروعة عن الاضطهاد الديني. فزعم أن فيت مين كانوا يدسون أعواد الأكل في آذان الأطفال لمنعهم من سماع صلاة الرب، وكانوا يشوهون كذلك أعضاء هيئة التدريس الكاثوليك. والأمر الأكثر إثارة للدهشة أنه اختلق قصة عن الفيتناميين وهم يدقون المسامير في رأس أحد الكهنة «نسخة شيوعية من تاج الشوك الذي فُرض ذات يوم على المخلّص الذي كان يبشر». كما زعم أن قوات هو تشي مين «بقرت أحشاء أكثر من ألف امرأة من السكان الأصليين في هانوي». قال ليديرر، بعد ثلاثين عامًا من وفاة دولي، مجيبًا على سؤال أحد الصحفيين: «إن الفظائع التي وصفها الطبيب لم تحدث أبدًا». ومع ذلك، فقد أبرم ليديرر صفقة مع مجلة ريدرز-دايجست لنشر ادعاءات دولي واستخدمه كـ «نموذج حقيقي» للأب جون فينيان، الشخصية البطولية في رواية الأمريكي القبيح.

## أنظر أيضا
- جيمس ويسلي توربين

## وصلات خارجية
- توماس أنتوني دوولي الثالث على موقع الموسوعة البريطانية (الإنجليزية)